# Dolenja vas (gmina Ribnica)
Dolenja vas – wieś w Słowenii, w gminie Ribnica. W 2018 roku liczyła 725 mieszkańców.